# Cubocephalus oviventris
Cubocephalus oviventris là một loài tò vò trong họ Ichneumonidae.